# Herzogtum Posen

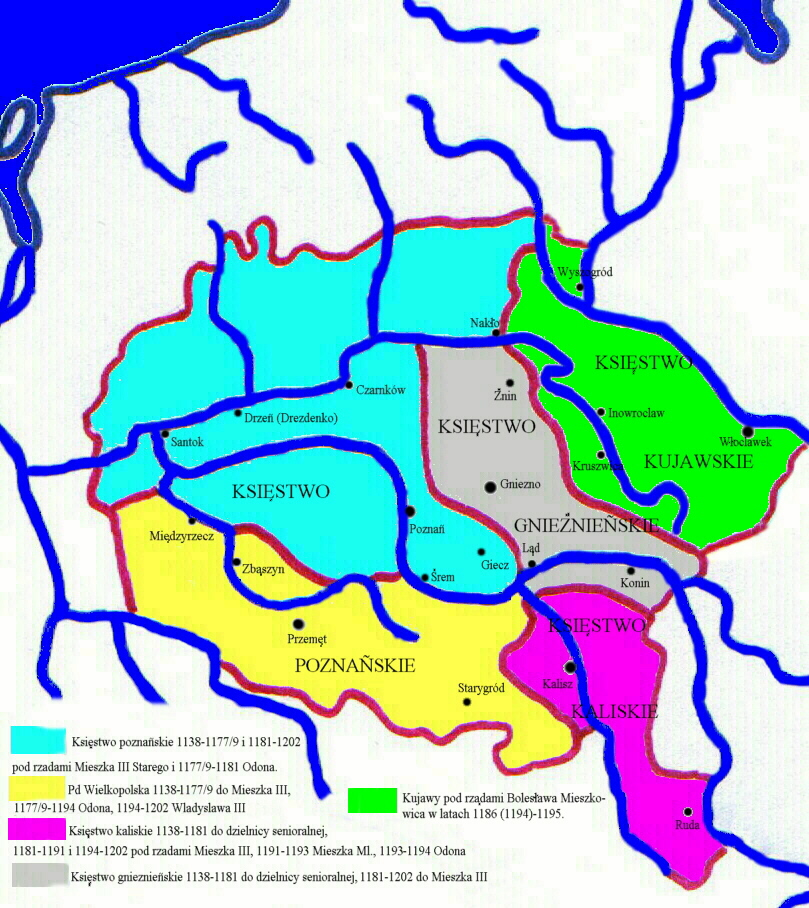
Herzogtum Posen (blau und gelb)

Das Herzogtum Posen (polnisch Księstwo poznańskie, lateinisch Ducatus Posnaniensis) war ein Teilfürstentum Polens von 1177 bis 1279 mit der Hauptfeste Posen. Sein Gebiet umfasste das Land Posen und das Land Wschowa.

## Geschichte
1177 wurde nach dem Aufstand gegen Mieszko den Alten sein Herzogtum Großpolen geteilt. Das neugeschaffene Herzogtum Posen fiel an seinen Sohn Odon Mieszkowic. 1279 gelang es Przemysł II., die einzelnen Herzogtümer in Großpolen wieder zu einem Herzogtum zu vereinen. Von 1320 bis 1793 bestand im Königreich Polen bzw. in Polen-Litauen die Woiwodschaft Posen, in der Zweiten Polnischen Republik die Woiwodschaft Posen und in der Volksrepublik Polen bzw. der Dritten Polnischen Republik die Woiwodschaft Posen.

## Herzöge
- Odon Mieszkowic 1177–1182
- Mieszko III. 1194–1202
- Władysław III. (Polen) 1202–1216
- Władysław Odonic 1216–1217
- Władysław III. (Polen) 1217–1229
- Władysław Odonic 1229–1234
- Heinrich I. (Polen) 1234–1238
- Heinrich II. (Polen) 1238–1241
- Przemysł I. und Bolesław VI. der Fromme 1241–1247
- Przemysł I. 1247–1257
- Bolesław VI. der Fromme 1257–1277
- Przemysł II. 1277–1279, 1279 vereinigte die großpolnischen Herzogtümer